# Moore County (Texas)
Moore County je okres na severu státu Texas v USA. K roku 2010 zde žilo 21 904 obyvatel. Správním městem okresu je Dumas. Celková rozloha okresu činí 2 357 km².